# محمد بن سعيد الرعيني
أبو عبد الله محمد بن سعيد بن محمد الرُّعَيْنِي الأندلسي المعروف أيضا بـالسراج (1286- 1376) عالم مسلم مغربي من القرن الرابع عشر الميلادي/ الثامن الهجري عاش في العصر المريني الأول. ولد بفاس ويرجع أصله إلى الأندلس. هو فقيه مالكي، رحّالة، عالم بالحديث، مشارك في بعض الفنون، روى عن نحو ستين شيخاً. له مؤلفات عديدة في الفقه والأصول والأدب وكان ينتسخ الكتب بخطه فتحصّل من مُنتسَخاته ما يزيد على المائة وخمسين كتاباً دون احتساب مؤلفاته. توفي في مسقط رأسه ودفن بها. 

## سيرته
هو محمد بن سعيد بن محمد بن عثمان الأندلسي، الفاسي، أبو عبد الله، الرعيني، ولد بفاس سنة 685 هـ/ 1286 م ونشأ بها. روى عن نحو ستين شيخاً من أهل المشرق والمغرب. من أشهرهم في المغرب أبو الحسن الصغير وقد تفقه عليه وأبو زيد الجزولي وأبو الحسن ابن سليمان القرطبي وقد استكثر من الأخذ عليه، وأجازه فهرسته وأبو عبد الله محمد بن أيوب الصنهاجي المفسر أخذ عنه الحديث وأنشده كثيرا من شعره. وأبو العباس ابن البناء المراكشي، قرأ عليه كثيرا من كتبه. وأبو الحسن علي بن موسى بن إسماعيل المطماطي لقيه بسلا سنة 723 هـ وأخذ عنه وأجازه. وأبو القاسم التجيبي السبتي، كاتبه من سبتة بالإجازة غير مرة ثم لقيه بفاس في بعض مقدماته إليها فأخذ عنه كثيرا من كتب الحديث بين قراءة وإجازة. وأبو عبد الله محمد ابن رشيد الفهري السبتي، لازمه وأخذ عنه الحديث. وأبو القاسم القاسم بن أحمد بن القاسم الصديني المكناسي، أخذ عنه الشيء الكثير من كتب الحديث وأجازه. اهتم الرعيني بالحديث وأصول الدين والفقه والأدب.

توفي بفاس ليلة الخميس 21 رجب 778 هـ/ 3 ديسمبر 1376 م.

## مؤلفاته
- تحفة الناظر ومزهوة الخاطر (أو تُحفة الناظر ونزهة الخاطر)، في غريب الحديث.
- الجامع المفيد في سِفْرَين
- الرحلة
- المغرب في جملة من صلحاء المشرق والمغرب
- القواعد الخمس
- المقامات وشرحها
- الوعظ والشعر
- المهاد والاعتماد في الجهاد
- تنبيه الغافل وتعليم الجاهل
- اختصار المقدمات لابن رشد
- الأسئلة والأجوبة
- اختصار الحدود للشيرازي
- نظم مراحل الحجاز
- الروضة البهية في البسملة والتصلية
- فهرسة معظم الذين عرفوا بالرعيني الفاسي ذكروا أن له فهرسة.
- تفسير سورة الكوثر